# SN 2007ds
SN 2007ds – supernowa typu Ia odkryta 29 kwietnia 2007 roku w galaktyce A161404+0855. W momencie odkrycia miała maksymalną jasność 19,70m.